# Cosmia suffusa
Cosmia suffusa är en fjärilsart som beskrevs av Tutt 1892. Cosmia suffusa ingår i släktet Cosmia och familjen nattflyn. Inga underarter finns listade i Catalogue of Life.